# 子宮内膜
子宮内膜（しきゅうないまく、英: Endometrium）は、哺乳類の子宮に存在する上皮組織である。

## 構造
月経時に脱落する機能層と脱落しない固有層とに大別することが多い。
主に以下の3層構造を呈している。
緻密層
月経時に脱落する機能層のうち、子宮腔内に出ている表面部分。緻密な上皮細胞層。
海綿層
月経時に脱落する機能層のうち、基底層寄りの真ん中部分。血管が豊富なふかふかのスポンジ状に厚くなる。
基底層
月経時も脱落しない固有層で、子宮本体に張り付いている部分。厚さ1mm程で一定。

## 周期

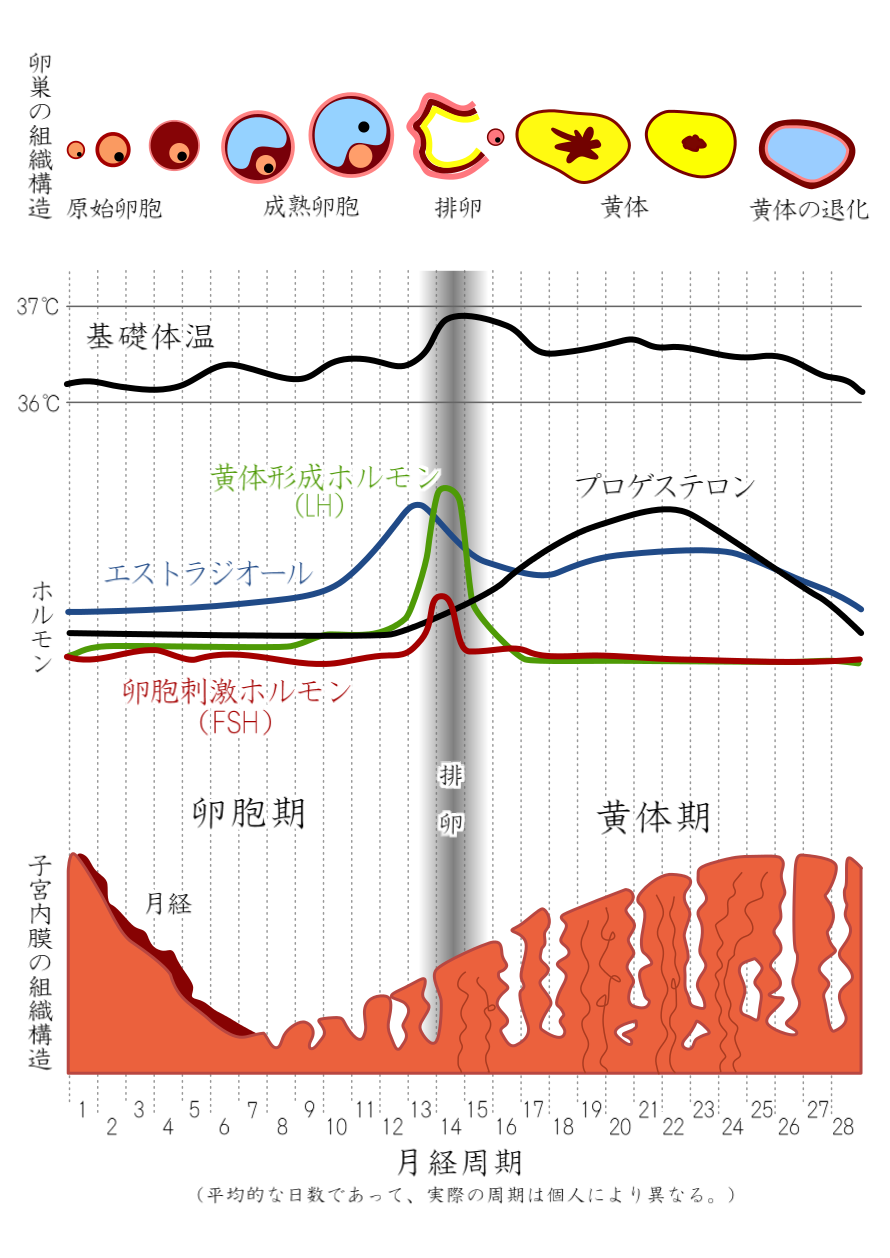
月経周期と子宮内膜の変化

月経周期に伴い状態が変化し、以下の各時期に分類される。
増殖期
月経により前周期の子宮内膜が排出された後、次の排卵に向けて再び増殖していく時期。
この増殖は、卵巣内で育っていく卵胞から分泌される卵胞ホルモン（エストロゲン）によってもたらされる。排卵日ごろまでに約10mm余りへと急速に増殖する。
分泌期
増殖した子宮内膜が成熟し、着床に適した状態を整えて受精卵を待ち受ける時期。約2週間続く。
排卵後、卵胞は黄体に変化し、卵胞ホルモンに加えて黄体ホルモン（プロゲステロン）を分泌する。この黄体ホルモンによって、子宮内膜の成熟化がもたらされる。
月経期
月経によって子宮内膜が剥がれ落ち、体外へ排出される時期。
待機期間を過ぎても妊娠が成立しなかった場合、黄体の寿命が尽きて卵胞ホルモン・黄体ホルモンの分泌が止まり、保持できなくなった子宮内膜は脱落する。